# Pfarrhaus (Thalhofen an der Wertach)

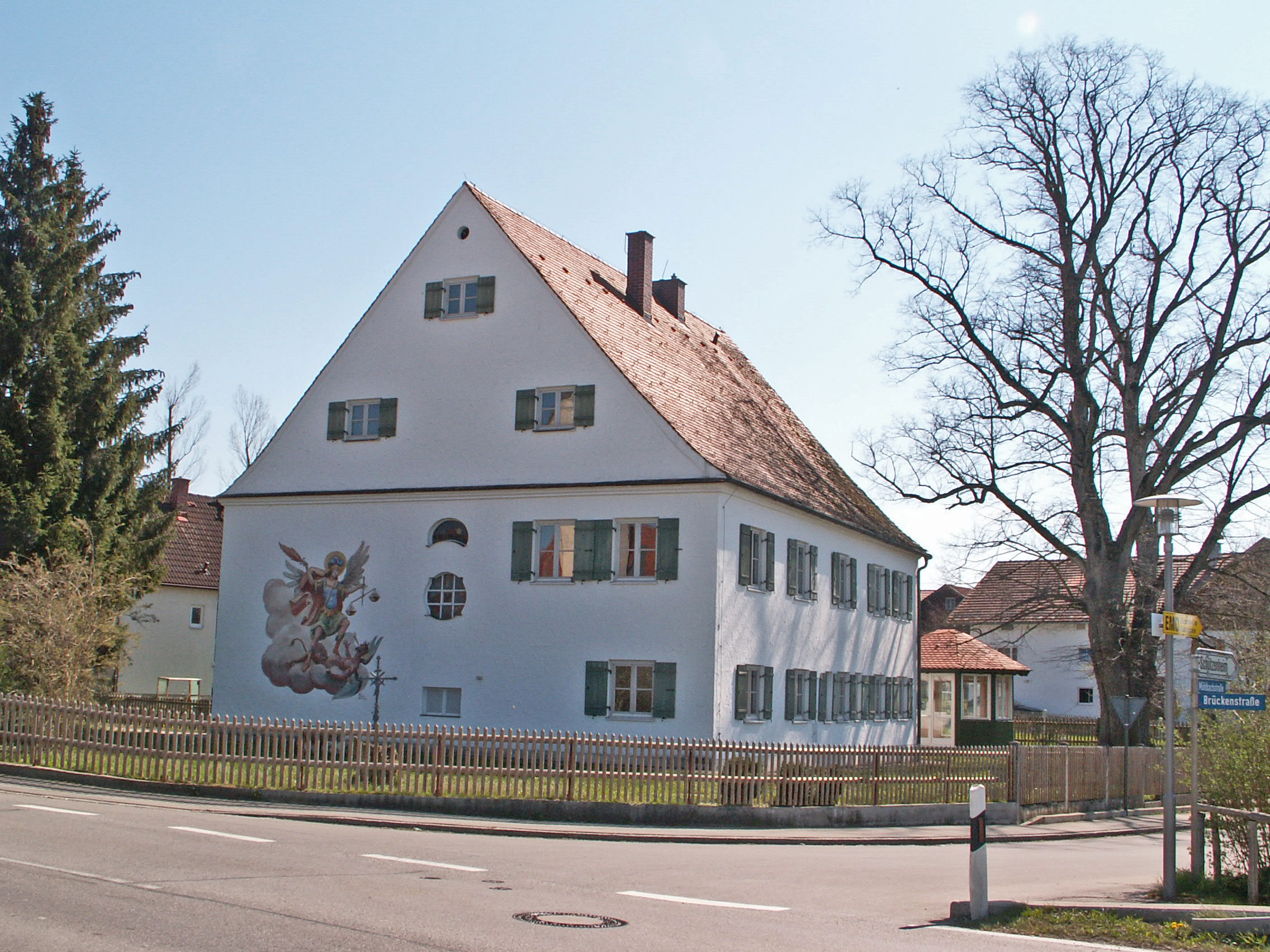
Ehemaliges Pfarrhaus in Thalhofen

Das Pfarrhaus in Thalhofen an der Wertach, einem Stadtteil von Marktoberdorf im Landkreis Ostallgäu im bayerischen Regierungsbezirk Schwaben, wurde 1784 über älterem Kern errichtet. Das ehemalige Pfarrhaus an der Mühlbachstraße 1, südwestlich der katholischen Pfarrkirche St. Michael, ist ein geschütztes Baudenkmal.
Der zweigeschossige Satteldachbau besitzt fünf zu zwei Fensterachsen. An der Giebelseite zur Straße ist ein von Josef Lorch geschaffenes Wandgemälde, das den Erzengel Michael mit der Seelenwaage dargestellt, der den Satan bezwingt.